# Mary Baker McQuesten
Pour les articles homonymes, voir McQuesten.
Mary Baker McQuesten (née Mary Jane Baker) (10 octobre 1849-7 décembre 1934) est une femme de lettres et activiste canadienne. Elle est la mère de l'homme politique Thomas Baker McQuesten.

## Biographie
Né à Branford dans le Canada-Ouest, McQuesten fréquente la Newmarket County Grammar School et plus tard la Mrs. Burns' Ladies Collegiate Institute de Toronto.
Suivant la mort de son père, Isaac McQuesten hérite de la Williwbank House où s'installe la famille. Plus tard, le nom de la demeure change pour devenir Whitehern.
En 1882, McQuesten est élu au conseil du Women's Foreign Missionary Society et en devient la présidente en 1893. Elle contribue à la formation de la Woman's Home Missionary Society qui contribue à venir en aide à la population dont les prospecteurs lors de la ruée vers l'or du Klondike. Malgré l'opposition de McQuesten, la Women's Foreign Missionary Society et la Woman's Home Missionary Society fusionne pour former la Women's Missionary Society en 1914.
Isaac McQuesten, réputé alcoolique, décède en 1888 et laisse Mary avec six enfants agés entre 2 et 14 ans, ainsi que plusieurs dettes.
En 1889, McQuesten propose la formation d'une branche du YMCA à Hamilton. L'édifice du YMCA ouvre en mai 1889. Elle s'implique également dans plusieurs organisations religieuses féminines incluant le Conseil national des femmes du Canada et la Victorian Order of Nurses (en). En dépit de ses actions féministes, McQuesten n'est pas associée au mouvement des Suffragettes.
Elle meurt d'une hémorragie intracérébrale en décembre 1934.

## Héritage
Les lettres de McQuesten sont influentes dans les études des sciences humaines et sociales canadiennes. Ces lettres caractéristiques de l'époque victorienne démontrent comment les membres d'une famille peuvent être tenus éloignés au courant de la vie de chacun. Plusieurs de ses lettres sont compilées dans la biographie The Life Writings of Mary Baker McQuesten: Victorian Matriarch écrite par Mary J. Anderson.
La maison de McQuesten est maintenant une maison-musée et un lieu historique national du Canada à Hamilton.